# خادمة (مسلسل قصير)
خادمة (بالإنجليزية: Maid) هو مسلسل قصير أمريكي من بطولة مارغريت كوالي،نيك روبينسون،أنيكا نوني روز،بيلي بيركوآندي ماكدويل.تم عرض المسلسل على نتفليكس في 1 أكتوبر 2021.